# Michail Michailowitsch Romanow

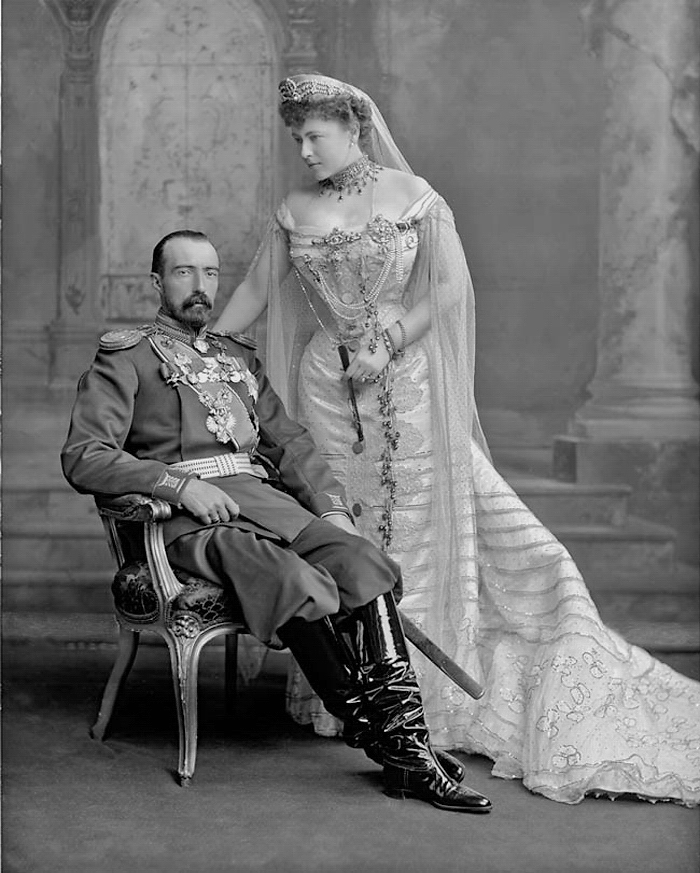
Großfürst Michail Michailowitsch Romanow mit seiner Frau, 1903

Großfürst Michail Michailowitsch Romanow (russisch Михаил Михайлович, wiss. Transliteration Michail Michajlovič; * 4. Oktoberjul. / 16. Oktober 1861greg. in Peterhof; † 26. April 1929 in London) war ein russischer Adliger aus dem Hause Romanow-Holstein-Gottorp. Er schlug eine militärische Karriere ein, musste jedoch aufgrund der Schließung einer morganatischen Ehe ins Exil gehen.

## Leben
Großfürst Michail wurde auf Schloss Peterhof bei St. Petersburg als drittes von sieben Kindern des Großfürsten Michael Nikolajewitsch Romanow (1832–1909) und seiner Frau Prinzessin Cäcilie von Baden (1839–1891), geboren. Als er ein Jahr alt war, wurde sein Vater zum Vizekönig im Kaukasus ernannt. Im Zuge dessen zog die Familie 1862 nach Tiflis im heutigen Georgien. Dort lebte die Familie für die nächsten zwanzig Jahre. Er wurde zu Hause unterrichtet. Seine Erziehung war streng und hart, sodass das Verhältnis zu seinen Eltern eher gespannt war. Michails Vater, der sich die meiste Zeit seinen militärischen und politischen Aufgaben widmete, blieb sein Leben lang eine fremde Person. Seine Mutter war eine äußerst strenge Person, die zwar hohe Ansprüche an ihre Kinder stellte, ihnen jedoch keinerlei Zuneigung zeigte. Noch während seiner Zeit im Kaukasus begann Michail seine Ausbildung bei der Kavallerie und diente im Russisch-Osmanischen Krieg und erreichte den Rang eines Obersts (Polkownik). Später kehrte er nach St. Petersburg zurück, wo sein Vater inzwischen den Vorsitz im Ministerrat bekleidete. Unter seinen sieben Geschwistern galt Michail als das am wenigsten begabte und wurde von seiner Mutter stets mit seinem klugen älteren Bruder Nikolaus verglichen.
Michail lebte mit seinen Eltern im St. Petersburger Neuen Michailowski-Palast. Er pflegte inzwischen Absichten bald zu heiraten und hatte auch bereits den Bau einer Residenz für sich und seine Familie in Auftrag gegeben. Die Suche nach einer geeigneten Frau war jedoch alles andere als erfolgreich. So probierte er 1886 sein Glück bei der späteren britischen Königin Mary von Teck und bei Prinzessin Irene von Hessen-Darmstadt, ältere Schwester der späteren Zarin Alexandra Fjodrowna. Auch sein Antrag an Prinzessin Louise von Sachsen-Coburg-Gotha, älteste Tochter des späteren Königs Edward VII., wurde von ihr abgelehnt. Nach drei erfolglosen Versuchen probierte er sein Glück innerhalb des russischen Adels, was jedoch zu erneuten Konflikten mit seinen Eltern führte. 1888 hatte er eine Affäre mit der Fürstin Walewski. Danach verliebte er sich in Gräfin Katja Ignatiewa, Tochter des ehemaligen Innenministers Nikolai Pawlowitsch Ignatjew. Michail versuchte mit seinem Vater eine Heiratserlaubnis beim Zaren einzuholen. Seine Mutter war jedoch vehement gegen eine Ehe und empfand Michails Verhalten als respektlos. Und auch Zarin Maria Fjodorowna setzte sich dagegen ein. Um die Beziehung zu beenden, wurde Michail von seinen Eltern ins Ausland geschickt.

## Unstandesgemäße Ehe
Während seines Aufenthalts in Nizza verliebte sich Großfürst Michail erneut, diesmal in Gräfin Sophie von Merenberg, Tochter von Prinz Nikolaus von Nassau aus seiner morganatischen Ehe mit Natalie Alexandrowna Puschkina und somit eine Enkelin des großen russischen Dichters und Schriftstellers Alexander Puschkin. Der Großfürst traf Sophie, als er sie von einem durchgegangenen Pferd rettete. Er dachte gar nicht daran, den Zaren oder seine Eltern um die nötige Heiratserlaubnis zu bitten, da er wusste, dass man sie ihm nicht erteilen würde. Das Paar heiratete am 26. Februar 1891 in San Remo. Seiner Frau verlieh der Zar dennoch den erblichen Titel einer Gräfin de Torby. Die Ehe galt nicht nur als morganatisch, sondern aufgrund der fehlenden Genehmigung nach den Regeln der Zarenfamilie auch als illegal und verursachte trotz der adeligen Herkunft einen großen Skandal am Hof. Michail verlor alle seine militärischen Ehren und wurde gleichzeitig seiner Stellung am Hof enthoben. Zudem wurde ihm lebenslang untersagt, nach Russland zurückzukehren. Als seine Mutter von der Eheschließung erfuhr, brach sie zusammen und reiste zur Erholung auf die Krim. Auf dem Weg dorthin erlitt sie einen Herzinfarkt und starb. Da er auf Lebenszeit des Landes verwiesen war, durfte er nicht an der Beerdigung seiner Mutter teilnehmen. Mit seiner Frau lebte er abwechselnd in London, Paris und Nizza. Ab 1900 begann er, das Herrenhaus Keele Hall bei Newcastle-under-Lyme im Norden der englischen Grafschaft Staffordshire zu mieten. 1909/1911 beteiligte er sich an der Finanzierung des Hotel Carlton in Cannes.
Im Juli 1901 zeichnete ihn König Edward VII. ehrenhalber als Knight Grand Cross des Royal Victorian Order aus. Während des Ersten Weltkriegs blieb er in England. Er veröffentlichte später seine Korrespondenz mit dem letzten russischen Zaren.

## Nachkommen

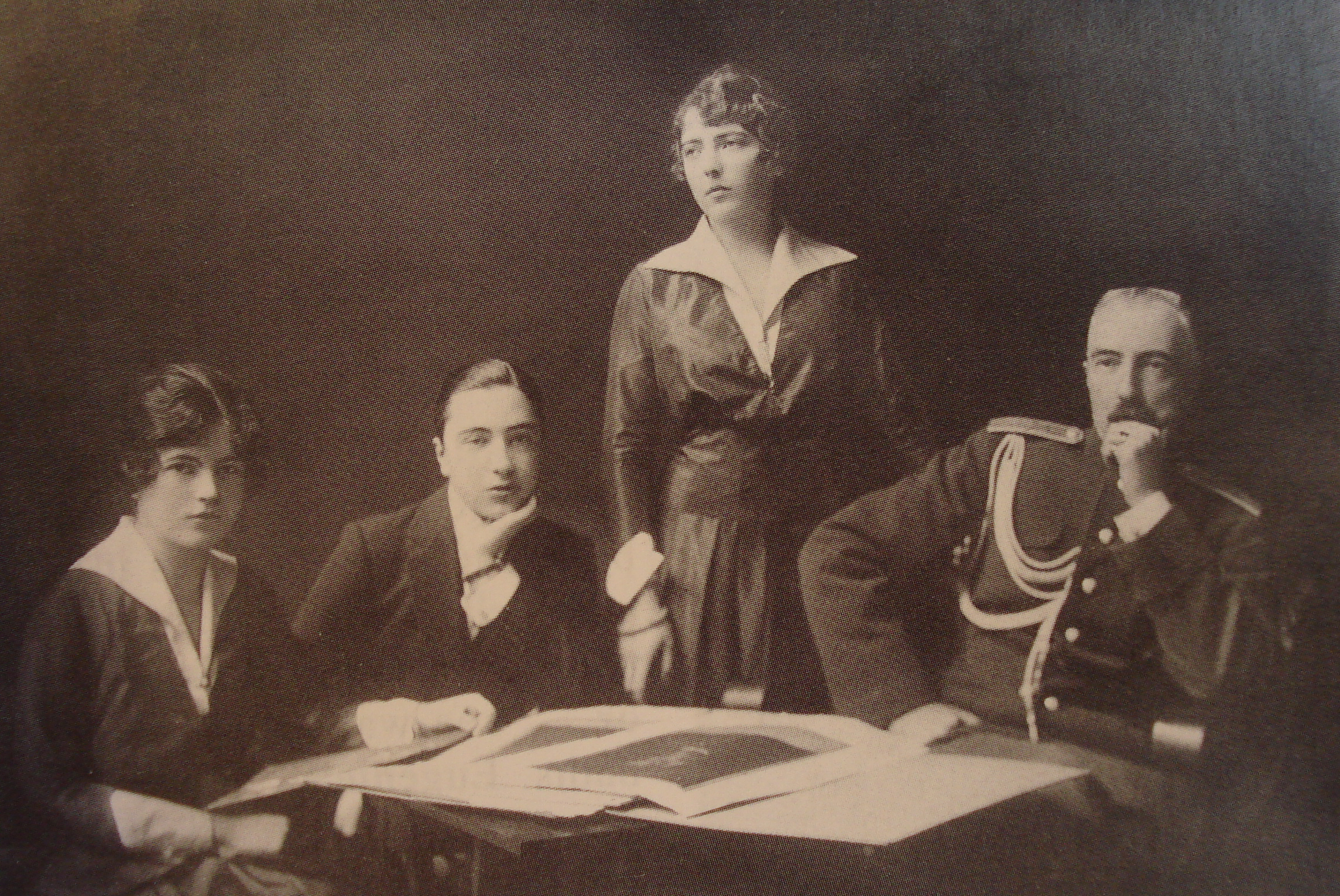
Michael Michailowitsch mit seinen Kindern

Großfürst Michael und Gräfin Sophie hatten drei gemeinsame Kinder:
- Anastasia de Torby (1892–1977) ⚭ Sir Harold Augustus Wernher, 3. Baronet (1893–1973);
- Nadja de Torby (1896–1963) ⚭ George Mountbatten, 2. Marquess of Milford Haven;
- Michail de Torby (1898–1959).